# 樫本共加
樫本 共加（かしもと ともか）は、岡山県出身の日本の柔道家。現役時代は48kg級の選手。

## 人物
備前高校2年の時に強化選手選考会52kg級で3位になった。岡山県立短大2年の時には強化選手選考会で再び3位になった。体重別選手権には48kg級に出場して3位だった。
1984年には岡山県総合グラウンド事務所の所属となると、体重別選手権では決勝で日本電気の中原ひとみを破って優勝を飾り、世界選手権の代表に選出された。ウィーンで行われた世界選手権では初戦でカナダの日系選手であるティナ・タカハシに敗れた。福岡国際では3位に入った。1985年には科学捜査研究所の所属となると、強化選手選考会では決勝で東海大精華女子高校教員の斉田己幸に敗れて2位だったが、体重別選手権では決勝で常包千賀を破って2連覇を飾った。その後は結婚して原姓になった。1986年には旭中学の教員となると、体重別選手権では3位となった。

## 主な戦績
- 1981年 - 強化選手選考会　3位
- 1983年 - 強化選手選考会　3位　52kg級
- 1983年 - 体重別選手権　3位
- 1984年 - 体重別選手権　優勝
- 1984年 - 福岡国際　3位
- 1985年 - 強化選手選考会　2位
- 1985年 - 体重別選手権　優勝
- 1986年 - 体重別選手権　3位

(出典、JudoInside.com)